# Lucheux
Lucheux – miejscowość i gmina we Francji, w regionie Hauts-de-France, w departamencie Somma.
Według danych na rok 1990 gminę zamieszkiwało 607 osób, a gęstość zaludnienia wynosiła 22 osoby/km² (wśród 2293 gmin Pikardii Lucheux plasuje się na 460. miejscu pod względem liczby ludności, natomiast pod względem powierzchni na miejscu 27.).